# Karin Gludovatz

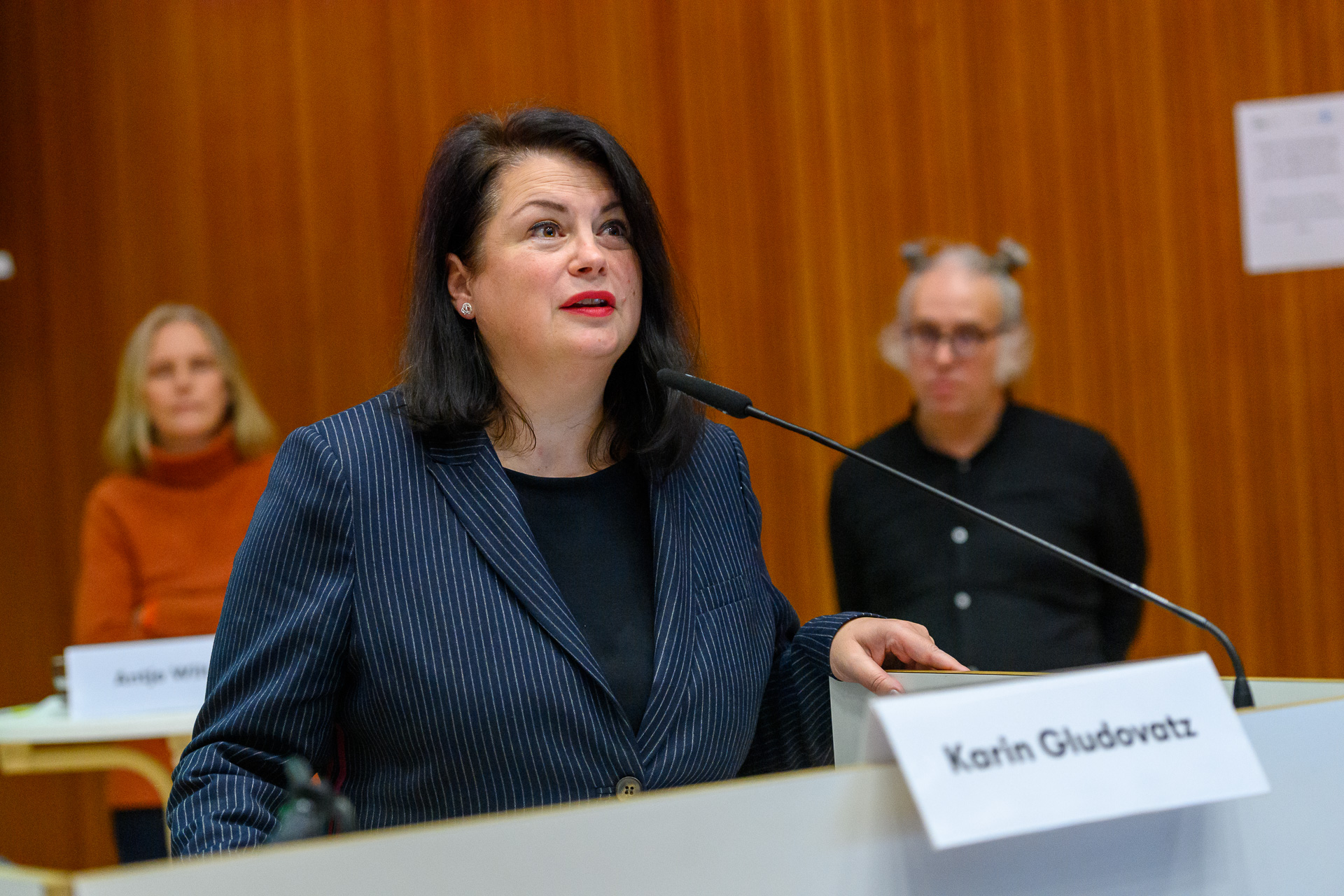
Podiumsdiskussion „Ist die Welt noch zu retten?“ zur Klimakommunikation an der Freien Universität Berlin, 2. November 2022

Karin Gludovatz (* 1970 in Mödling) ist eine österreichische Kunsthistorikerin mit dem Schwerpunkt neuere europäische Kunstgeschichte, insbesondere der Kunst der Niederlande. Sie ist seit 2012 Professorin am kunsthistorischen Institut der Freien Universität Berlin.

## Leben
Karin Gludovatz studierte zunächst Rechtswissenschaft, bevor sie ab 1990 zu Kunstgeschichte in Kombination mit den Wahlfächern Klassische Archäologie und Soziologie an der Universität Wien und der Universität Hamburg wechselte. Im Jahr 1999 erhielt sie ein Stipendium der Wiener Emanuel-und-Sofie-Fohn-Stiftung für höchstbegabte Studienabsolventen. Von 1997 bis 2000 arbeitete sie als Studienassistentin in der Diathek am kunsthistorischen Institut der Universität Wien. Daneben war sie Lehrbeauftragte an der Universität für angewandte Kunst Wien und der Universität für künstlerische und industrielle Gestaltung Linz. Zudem verantwortete sie Vortrags- und Filmreihen im Museum Moderner Kunst Stiftung Ludwig Wien.
Anschließend war Gludovatz zwischen 2001 und 2003 Doktorandin am Graduiertenkolleg Praxis und Theorie des künstlerischen Schaffensprozesses an der Universität der Künste Berlin, wofür sie ein Promotionsstipendium der Deutschen Forschungsgemeinschaft erhielt. Im Jahr 2004 promovierte sie an der Universität Wien mit der Arbeit Fährten legen – Spuren lesen. Die Künstlersignatur als poietische Referenz. Im Jahr 2006 wurde sie mit dem Deubner-Preis
des Verbandes Deutscher Kunsthistoriker ausgezeichnet.
Am kunsthistorischen Institut der Freien Universität Berlin war Gludovatz von 2003 bis 2009 als wissenschaftliche Mitarbeiterin angestellt. In dieser Zeit war sie im März und April 2007 Gastwissenschaftlerin am Kunsthistorischen Institut in Florenz. Im Sommersemester 2009 übernahm sie eine Vertretungsprofessur an der Universität Hamburg. Von 2009 bis 2012 war Gludovatz Juniorprofessorin für Neuere europäische Kunstgeschichte (14.–18. Jahrhundert) an der Freien Universität Berlin, seit 2012 hat sie dort eine Professur inne. In der Nachfolge Professor Eberhard Königs war sie die erste Frau, die im Bereich der europäischen Kunst an der Freien Universität diese Position erlangte. Bis zum 30. März 2017 war sie Dekanin des Fachbereichs Geschichts- und Kulturwissenschaften der Freien Universität. Seit 2014 ist sie Mitglied der Academia Europaea.
Zunächst widmete sich Gludovatz Themen der österreichischen Kunstgeschichte wie etwa Städtebilder der Leopoldstadt und verfasste beispielsweise Biografien der Kunsthistorikerinnen Betty Kurth und Erika Doberer aus Wien. Daneben widmete sie sich aber auch den Gender Studies und der Theorie der Kunstgeschichte. Mit ihrer Diplomarbeit Die Signaturen Jan van Eycks. Autorschaftsnachweis als bildtheoretische Stellungnahme wandte sie sich dem Thema der Künstlersignatur zu, das sie in ihrer Dissertation weiter verfolgte.

## Veröffentlichungen
- Fährten legen – Spuren lesen. Die Künstlersignatur als poietische Referenz, Diss. Wien 2004, München 2011.
- mit Sabeth Buchmann, Kai van Eikels, Jörn Etzold, Alexandra Kleihues, Anja Lemke, Martin Jörg Schäfer: Art works. Ästhetik im Postfordismus, Berlin 2015 [= Gemeinschaftspublikation des DFG-Netzwerks „Kunst und Arbeit“].